# A Ducking They Did Go
A Ducking They Did Go é um filme de curta-metragem estadunidense de 1939, dirigido por Del Lord. É o 38º de um total de 190 filmes da série com os Três Patetas produzida pela Columbia Pictures entre 1934 e 1959.

## Enredo
Os Três Patetas estão desempregados e famintos e vagam pelas ruas. Ao verem um caminhão de melancias eles resolvem pegar algumas mas são vistos e perseguidos pela polícia. Eles entram num prédio para se esconderem e avistam uma placa de "Procura-se vendedores" na porta do escritório de um clube de caça aos patos (Canvas Back Duck Club). Eles vão falar com os proprietários Blackie (Lynton Brent) e Doyle (Wheaton Chambers) que aceitam dar-lhes os empregos. Mas os Patetas não sabem que os dois são trapaceiros e o clube é uma farsa. Os Patetas voltam as ruas vestidos com placas, chapeús, cornetas e bilhetes e abordam as pessoas, tentando convencê-las a se tornarem membros do clube. Um dos transeuntes abordados (Vernon Dent) se diz vegetariano e que por isso não gosta de patos e os Patetas, ao tentarem segurá-lo, rasgam-lhe toda a roupa. Depois o trio invade um local sem saber que é a chefatura de polícia e surpreendentemente convencem o delegado (Bud Jamison), todos os policiais e até o prefeito que estava por ali a entrarem para o clube.
Quando os Patetas levam todos para a pousada à beira de um lago, são avisados por um homem do local que por ali não há patos e o lugar estava abandonado. Em pânico e ameaçados de prisão, o trio passa a tentar usar vários truques para enganar os policiais: Larry usa uma catapulta e arremessa balões de gás com o formato das aves mas é descoberto. Quando tudo parecia perdido, Curly aparece como uma espécie de O Flautista de Hamelin, seguido por uma grande fila de patos. Os policias iniciam a caçada e o trio leva alguns tiros e caem várias vezes na água ao tentarem também caçar algumas aves. Ao final todos estão felizes mas chega um homem que diz ser dono dos patos premiados e quer que os policiais paguem pelos que caçaram. Imediatamente eles se voltam contra os Patetas que saem correndo do lugar sob uma saraivada de tiros e acabam caindo no lombo de três touros bravios.